# Paranoid (album van Black Sabbath)
Paranoid is het tweede studioalbum van de Britse heavymetalband Black Sabbath. Het werd uitgebracht in september 1970 en is het enige album van de band dat op nummer 1 heeft gestaan in de UK Albums Chart. Vaak wordt het gezien als het magnum opus van de band. Op het album staan enkele van de bekendste nummers van Black Sabbath, waaronder "Paranoid", " Iron Man" en "War Pigs".

## Achtergrond en opname
Nadat in februari 1970 hun debuutalbum was uitgebracht ging Black Sabbath in juni van dat jaar terug naar de studio om hun tweede album op te nemen, nogmaals met producer Rodger Bain. Het album is opgenomen bij Regent Sound Studios en Island Studios in Londen, Engeland.
Het album heette oorspronkelijk War Pigs, maar de platenmaatschappij veranderde dit in Paranoid omdat het vreesde voor verzet van voorstanders van de aanhoudende Vietnamoorlog. Op dat moment vond de band het titelnummer, Paranoid, lichter, met meer potentie om een single te worden. Ook het label van de band vond het titelnummer geschikter als single. In zijn autobiografie I Am Ozzy zegt Ozzy Osbourne dat de titelwijziging niets te maken had met de Vietnamoorlog, maar dat de titel alleen werd gewijzigd omdat de platenmaatschappij had besloten dat het album beter verkocht zou worden als het naar de single genoemd was, die al veel succes had tegen de tijd dat het album uitgebracht werd.
De gelijknamige single van het album, Paranoid, werd op het laatste moment in de studio geschreven, omdat het platenlabel een single wilde hebben. Drummer Bill Ward: "We didn't have enough songs for the album, and Tony just played the "Paranoid" guitar riff and that was it. It took twenty, twenty-five minutes from top to bottom." ("We hadden niet genoeg nummers voor het album, en Tony speelde gewoon de gitaarlick van "Paranoid" en dat was het. Alles bij elkaar duurde het twintig, vijfentwintig minuten.")

## Nummers
Alle teksten werden geschreven door Geezer Butler, behalve "Fairies Wear Boots" door Ozzy Osbourne en Butler, alle muziek geschreven door Black Sabbath (Iommi/Butler/Ward/Osbourne).
| Nr. | Titel          | Duur |
| --- | -------------- | ---- |
| 1.  | War Pigs       | 7:57 |
| 2.  | Paranoid       | 2:53 |
| 3.  | Planet Caravan | 4:32 |
| 4.  | Iron Man       | 5:56 |

| Nr. | Titel              | Duur |
| --- | ------------------ | ---- |
| 1.  | Electric Funeral   | 4:53 |
| 2.  | Hand of Doom       | 7:08 |
| 3.  | Rat Salad          | 2:30 |
| 4.  | Fairies Wear Boots | 6:15 |

### 2009 Deluxe Edition
- Disc 1 bevat alle nummers van het originele album.

| Nr. | Titel              | Duur |
| --- | ------------------ | ---- |
| 1.  | War Pigs           | 7:55 |
| 2.  | Paranoid           | 2:47 |
| 3.  | Planet Caravan     | 4:30 |
| 4.  | Iron Man           | 5:58 |
| 5.  | Electric Funeral   | 4:47 |
| 6.  | Hand of Doom       | 7:07 |
| 7.  | Rat Salad          | 2:29 |
| 8.  | Fairies Wear Boots | 6:13 |

- Disc 2 bevat de quadrafonische mix uit 1974 op dvd.

| Nr. | Titel                                     | Duur |
| --- | ----------------------------------------- | ---- |
| 1.  | War Pigs (instrumentaal)                  | 8:00 |
| 2.  | Paranoid (alternate lyrics version)       | 2:50 |
| 3.  | Planet Caravan (alternate lyrics version) | 6:01 |
| 4.  | Iron Man (instrumentaal)                  | 5:57 |
| 5.  | Electric Funeral (instrumentaal)          | 4:52 |
| 6.  | Hand of Doom (instrumentaal)              | 7:14 |
| 7.  | Rat Salad (alternate mix)                 | 2:29 |
| 8.  | Fairies Wear Boots (instrumentaal)        | 6:16 |

- Disc 3 bevat originele, alternatieve en demotakes uit Regend Sound Studios.

## Musici en medewerkers
- Ozzy Osbourne - zang
- Tony Iommi - gitaar, fluit
- Geezer Butler - basgitaar
- Bill Ward - drums, conga's

- Rodger Bain - productie
- Tom Allom - geluidstechnicus, piano in "Planet Caravan"
- Brian Humphries - geluidstechnicus
- Marcus Keef - grafische vormgeving, fotografie

## Hitnoteringen
| Paranoid in de Nederlandse Album Top 100 - binnen: 10-10-1970 | Paranoid in de Nederlandse Album Top 100 - binnen: 10-10-1970 | Paranoid in de Nederlandse Album Top 100 - binnen: 10-10-1970 | Paranoid in de Nederlandse Album Top 100 - binnen: 10-10-1970 | Paranoid in de Nederlandse Album Top 100 - binnen: 10-10-1970 | Paranoid in de Nederlandse Album Top 100 - binnen: 10-10-1970 | Paranoid in de Nederlandse Album Top 100 - binnen: 10-10-1970 | Paranoid in de Nederlandse Album Top 100 - binnen: 10-10-1970 | Paranoid in de Nederlandse Album Top 100 - binnen: 10-10-1970 | Paranoid in de Nederlandse Album Top 100 - binnen: 10-10-1970 | Paranoid in de Nederlandse Album Top 100 - binnen: 10-10-1970 | Paranoid in de Nederlandse Album Top 100 - binnen: 10-10-1970 | Paranoid in de Nederlandse Album Top 100 - binnen: 10-10-1970 |
| Week                                                          | 1                                                             | 2                                                             | 3                                                             | 4                                                             | 5                                                             | 6                                                             | 7                                                             | 8                                                             | 9                                                             | 10                                                            | 11                                                            |                                                               |
| ------------------------------------------------------------- | ------------------------------------------------------------- | ------------------------------------------------------------- | ------------------------------------------------------------- | ------------------------------------------------------------- | ------------------------------------------------------------- | ------------------------------------------------------------- | ------------------------------------------------------------- | ------------------------------------------------------------- | ------------------------------------------------------------- | ------------------------------------------------------------- | ------------------------------------------------------------- | ------------------------------------------------------------- |
| Nummer                                                        | 9                                                             | 6                                                             | 1                                                             | 1                                                             | 1                                                             | 1                                                             | 2                                                             | 2                                                             | 2                                                             | 3                                                             | 10                                                            | uit                                                           |